# Варсен, Колин
Колин Варсен (фр. Coline Varcin; 28 января 1993, Франция) — французская биатлонистка, чемпионка Европы.

## Карьера
На этапах Кубка IBU дебютировала в сезоне 2011/2012. С сезона 2014/2015 дебютировала на этапах Кубка мира. 6 декабря 2014 года в спринте на этапе в шведском Эстерсунде, Варсен, отстреляв на ноль, набрала свои первые кубковые очки. На финише она заняла 19-е место.
31 января 2015 года француженка выиграла спринт на Чемпионате Европы в эстонском Отепя.